# Sven-Åke Lundbäck
Sven-Åke Lundbäck (* 26. Januar 1948 in Töre) ist ein ehemaliger schwedischer Skilangläufer.

## Werdegang
Lundbäck, der für den Bergnäsets AIK startete, gewann bei den Olympischen Winterspielen 1972 in Sapporo die Goldmedaille über 15 km. Zudem belegte er den 13. Platz über 30 km und den vierten Rang mit der Staffel. Bei den Nordischen Skiweltmeisterschaften 1974 in Falun errang er den vierten Platz über 50 km. Im März 1974 wurde er bei den Lahti Ski Games Dritter im Rennen über 15 km. Im folgenden Jahr siegte er erstmals im 30-km-Lauf bei den Svenska Skidspelen in Falun. Seine besten Platzierungen bei den Olympischen Winterspielen 1976 in Innsbruck waren der 16. Platz über 50 km und der vierte Rang mit der Staffel. Im selben Jahr siegte er beim Holmenkollen Skifestival im Rennen über 50 km. Bei den Nordischen Skiweltmeisterschaften 1978 in Lahti holte er über 50 km und mit der Staffel die Goldmedaille. Zudem errang er über 15 und 30 km jeweils den sechsten Platz. Im selben Jahr gewann er bei den Svenska Skidspelen mit der Staffel und die Gesamtwertung im inoffiziellen Skilanglauf-Weltcup. Bei den Svenska Skidspelen 1979 in Falun gewann er den 30-km-Lauf. Bei den Olympischen Winterspielen 1980 in Lake Placid belegte er den 17. Platz über 30 km, den achten Rang über 50 km und den fünften Platz mit der Staffel. Im folgenden Jahr siegte er beim Wasalauf. Bei schwedischen Meisterschaften wurde er zweimal über 15 km (1976, 1978), fünfmal über 30 km (1971, 1975–1978) und dreimal über 50 km (1976–1978) Meister. Er ist mit der ehemaligen Skilangläuferin Lena Carlzon-Lundbäck verheiratet.

## Erfolge

### Olympische Winterspiele
- 1972 in Sapporo: Gold über 15 km

### Weltmeisterschaften
- 1978 in Lahti: Gold über 50 km, Gold mit der Staffel